# Reppentin
Reppentin ist ein Ortsteil der Stadt Plau am See im Osten des Landkreises Ludwigslust-Parchim in Mecklenburg-Vorpommern.
Nördlich vom Ort verläuft die B 191 und östlich die B 103. Der Plauer See liegt etwas weiter östlich.
Die B 103 durchschneidet das Naturschutzgebiet Plauer Stadtwald. Im Naturschutzgebiet liegen der Gaarzer See, der Burgsee und der Griepensee.

## Geschichte
Wenig nördlich des Dorfes sind von Archäologen ein Urnenfeld der vorrömischen Eisenzeit (ca. 600 v. Chr.) als auch Urnen aus der römischen Kaiserzeit (1. bis 3. Jh.) untersucht und dokumentiert worden. Das ehemals slawische Dorf wurde erstmals am 6. Juni 1269 erwähnt. 1271 war es Sitz eines Ritters von Repentin (Hermann von Repentin genannt 1277). Das aus der Linie der Schnakenburg (Adelsgeschlecht) stammende Geschlecht starb jedoch schon bald aus.
Im Jahr 1332 verkaufte die Plauer Familie Swartepape ihre Geldhebungen aus Reppentin. Danach schweigen die Quellen weitgehend, der Ort fiel wüst. Mit Vertrag vom 27. Dezember 1513 erhielten die Plauer Bürger dort Recht auf Weidemast für ihr Vieh. Im Gegenzug überließen sie dem Herzog einen Acker am Plauer Klüschenberg. Diesen nutzten die Herzöge in den folgenden Jahrzehnten als Weinberg. Das Grundeigentum von Reppentin und auch Gaarz lag seit dem 13. Jahrhundert beim Domkapitel Havelberg, das der Stadt Plau darüber einen Lehnsbrief ausgestellt hatte. Als der fürstliche Vogt auf der Reppentiner Feldmark 1560 eine Schäferei anlegen ließ, kam es zu lange andauernden Streitigkeiten mit der Plauer Bürgerschaft.
Die Neuenlage eines herzoglichen Pachthofes Reppentin erfolgte Ende des 17. Jahrhunderts gegen die Ansprüche der Plauer Bürgerschaft, die die Reppentiner Feldmark für sich beanspruchte. 1703 sind auf dem Pachthof 13 Einwohner verzeichnet. Der Pächter des Gutes war während der preußischen Verpfändung von Plau zeitweise gleichzeitig Amtmann des herzoglichen Amtes Plau. Mit der Abdankung des letzten Großherzogs von Mecklenburg-Schwerin 1918 ging das Reppentiner Gut in Staatsbesitz des Landes Mecklenburg über. In den 1930er Jahren ist ein Teil der Feldmark in neue Bauernstellen aufgesiedelt worden. 1946 lebten 230 Einwohner im Dorf, wovon etwa 150 Flüchtlinge waren. Die Eingemeindung nach Plau erfolgte am 1. Juli 1950. Zu diesem Zeitpunkt gab es 6 Altbauern und 3 Neubauern im Ort. Acht Bauern gründeten 1958 die LPG „Fortschritt“, die sich mit ihrem Bereich Ackerbau am 1. Januar 1975 der KAP Plauerhagen anschließt. Gleichzeitig wird im Bereich Tierzucht zusammen mit der LPG Gaarz eine Schaf- und Schweinezucht begründet, wobei in Reppentin die Schweinezucht mit bis zu 1000 Tieren etabliert wird. Auch dies mag dazu beigetragen haben, dass die Einwohnerzahl 1983 bis auf 26 gesunken ist.
Das 1748 in Fachwerk errichtete und 1847 sowie 1907 renovierte einstöckige Gutshaus wird nach langem Leerstand seit 2020 umfangreich denkmalgerecht saniert.

## Sehenswürdigkeiten

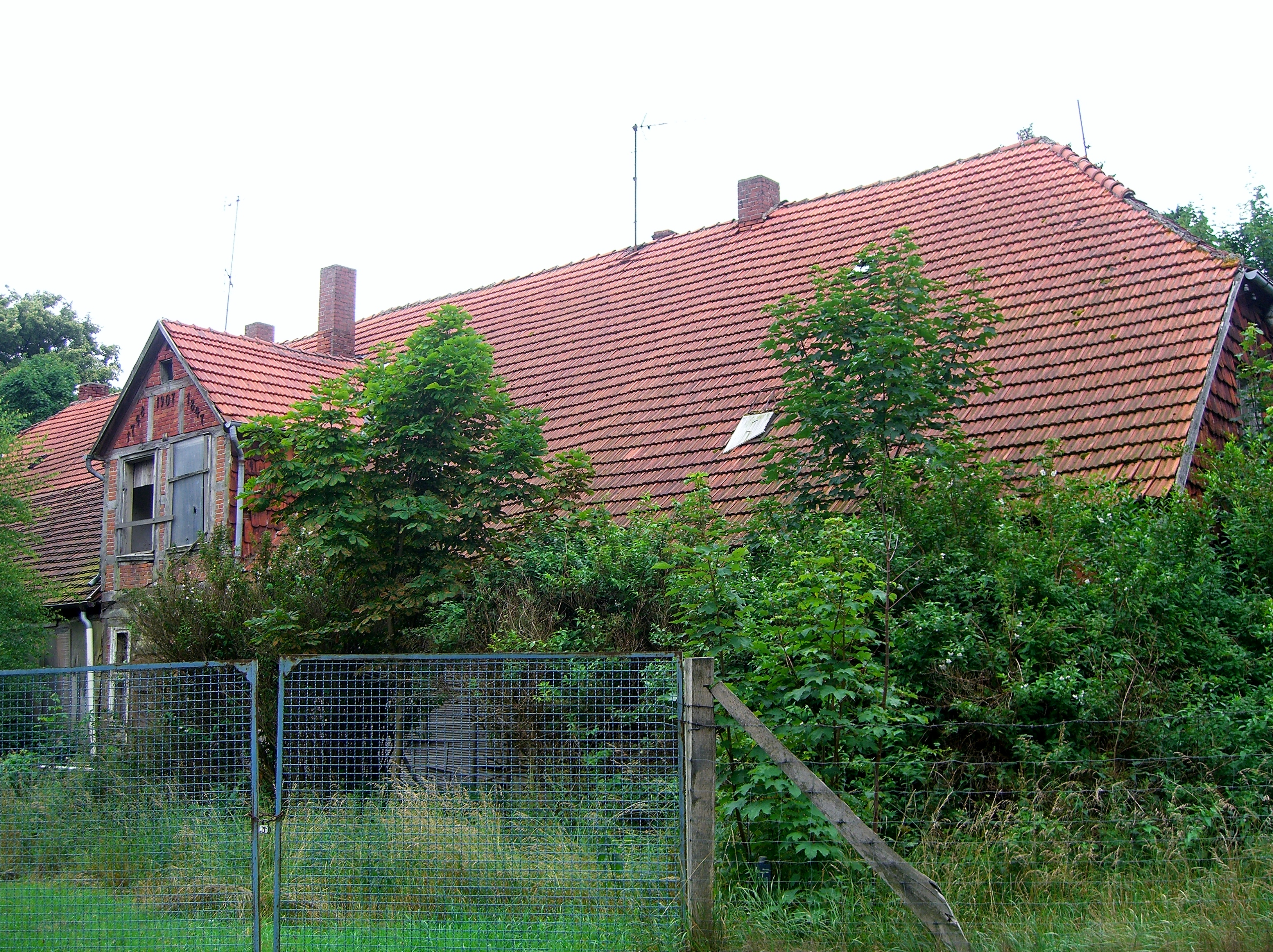
Gutshaus und Park (2012)

Gutshaus und Park in der Dorfstraße sind als Baudenkmale eingestuft.